# 斎藤千夏
斎藤 千夏（さいとう ちなつ　1961年8月27日 - ）は、ラジオパーソナリティ、アナウンサー。獨協大学出身。

## 来歴
東京都生まれ。4年ほど大阪府に住んでいたことがある。
エフエム東京アナウンサーだった中村こずえに憧れてアナウンサーを目指そうとするが、特に放送サークルに入ったり、アナウンサーの専門学校に通うなどのことはしていなかった。しかし、有るDJのオーディションで最終選考まで残ったことで、アナウンス講習会を受ける機会を得て、アナウンサーになる足掛かりを作る。
獨協大学卒業後、1984年に石川テレビ放送にアナウンサーとして入社、1987年まで在籍。その後しばらくフリーで活動し、海外取材兼任で出演した『DO FUN FUN FUN WORLD TRIP』（東海ラジオ放送）など各番組で活動。その後埼玉県のFM放送局NACK5で1988年10月の開局と同時に同局のパーソナリティとなり、同局で9年3ヶ月活躍した。
MUSIC BLOOPER（1988年11月1日 - 1993年9月30日）、HEART BEAT NIGHT（1993年10月11日 - 1997年3月27日）、ONE( - 1998年1月)（いずれもNACK5）を担当。
TBSラジオの4時〜5時に放送しているあなたへモーニングコールでは、番組開始の2001年10月から2011年9月まで、歴代では最長の10年に渡りパーソナリティを務めた。番組の締めでは「じゃあね。」というのがお決まりだった。
ラジオ川越で　Blue On Blue〜静けさの向こう側〜 （2024年4月 - ）を月2回（第2、第4土曜日）担当。
そのほか、有線放送の番組やTBSラジオなどでスポット番組を務めている。
高校生時代はハンドボール部に所属しながらサッカー部のマネージャーも務める。大学生時代はテニス愛好会に所属。こういったことから、体力には自信があると話していたことがある。
インストゥルメンタル音楽に造詣が深い。
デビュー前のゴスペラーズを見出し、担当番組にゲストおよびコーナーを担当させた。